# Dejan Ristanović
Dejan Ristanović (cyr. Дејан Ристановић; ur. 16 kwietnia 1963 w Belgradzie) – serbski pisarz, dziennikarz i publicysta.